# ماكسيم بارثلم
ماكسيم بارثلم (بالفرنسية: Maxime Barthelmé) (مواليد 8 سبتمبر 1988 في سارتروفيل - فرنسا) لاعب كرة قدم فرنسي يلعب حاليا لصالح نادي الدرجة الأولى لوريان الفرنسي منذ 2009 في مركز الوسط المحوري .

## روابط خارجية
- ماكسيم بارثلم على موقع قاعدة بيانات كرة القدم.إي يو (الإنجليزية)
- ماكسيم بارثلم على موقع ليكيب (الفرنسية)
- ماكسيم بارثلم على موقع Soccerway.com (الإنجليزية)
- ماكسيم بارثلم على موقع AS.com (الإسبانية)